# 자연주의적 오류
메타윤리학에서 자연주의적 오류 또는 자연론적 오류(영어: Naturalistic fallacy)란 사실판단(존재 명제)만으로 가치판단(당위 명제)을 이끌어내는 추론을 말한다.
흔히 사실판단과 가치판단을 혼동하면서 발생하는 오류 중 하나로, 현상(사실)에서 당위(가치)를 도출하는데서 생기는 오류이다. 즉 '존재하는 것(현상)'과 '마땅한 것(당위)'을 혼동할 때 발생하는 논리적 오류다.
기분좋음(pleasant), 바람직함(desirable), 적합성(fitness) 등 단순히 설명된 실체나 속성, 과정의 관점에서 선 (철학)을 정의하는 것이 가능하다는 주장에서 비롯된다. 이 용어는 영국 철학자 G. E. 무어(G. E. Moore)가 1903년 저서 『윤리학 원리(Principia Ethica)』에서 처음 소개했다.
철학자 무어에 따르면, 철학자들이 선의 개념을 '즐거움', '바람직함'과 같은 자연적 속성으로 정의하고자 할 때, 그들은 자연주의적 오류를 범한다.
무어의 자연주의적 오류는 데이비드 흄(David Hume)의 『인간 본성에 관한 논고』(1738~40)에서 나온 존재 당위(Is-Ought) 문제(“사실로부터 가치 도출의 문제”)와 밀접한 관련이 있다. 그러나 존재-당위 문제에 대한 흄의 견해와는 달리, 무어(및 윤리적 비자연주의의 다른 지지자들)는 자연주의적 오류가 도덕 실재론와 상충된다고 생각하지 않았다.

## 같이 보기
- 사실 가치 구분
- 전통에 호소하는 논증
- 근거중심의학
- 도덕의 진화
- 메타윤리학
- 자연주의 (철학)
- 규범